# ジオ (自動車)
ジオ（Geo）は、かつてGMがアメリカとカナダで展開していた自動車販売チャネルである。ブランドキャッチコピーは「Get To Know」。当時輸入車が勢力を拡大していた小型車市場において競争力を高めるために企画されたチャネルであった。1989年から1997年までシボレーの代理店を通して販売されていた。

## 概要
ジオはGMの数ある販売チャネルの中でも、シボレーの下位に設定された最廉価のチャネルであった。設定された車種は、いずれも当時日本メーカーで生産されていたモデルがベースとなっているか、または共同開発されたものであり、いわゆるバッジエンジニアリングにあたるものが殆どであった。各車はGMがトヨタ自動車と設立した合弁会社である「NUMMI」（ヌーミ）、業務提携関係にあったスズキ、スズキとGMカナダの合弁会社の「CAMI」（カミ）、かつてのグループ企業であったいすゞによって生産されていた。
販売ラインナップは小型のSUV、セダン、クーペ、ハッチバック等であり、日本車と同等の品質でありながら北米産自動車として販売されていた為に、車体価格は輸入時に課税された日本車に比べても安価に抑えられていた。これは完全に小型車市場の競争力に注力したもので、またこれらの安価な小型車はセクレタリーカーと呼ばれ、購買層は主に若年層をメインターゲットとしていた。
ジオはシボレー代理店内で販売されていたが、シボレーとは別チャネルとして展開していたいわば姉妹ブランドともいえる扱いであった。安価なシボレー車のラインナップの中でも、購買層を絞った別枠の車種群として設定された。そのためジオのエンブレムはその語源である「地球」のシンボルの中心にシボレーのボウタイをあしらったものとなっている。この戦略構想は後にトヨタが展開することになる「サイオン」に通じる部分もあるが、結果としてこの棲み分けは成功したとはいえず、ジオはシボレーと同一視されることが多かった。
販売戦略自体はブランド立ち上げ初期のコンパクトカーブームもあり当初は成功を収めた。しかしラインナップ車種でモデル更新が行われたモデルが少なかった、また別チャネルによる同一クラスでのモデル競合の発生等による販売戦略の迷走、そして1990年代後半からのSUVブームに販売が押された等の理由により徐々に衰退を見せてゆき、GMの経営方針の転換による販売チャネルの統合・整理の折もあり、1997年にはブランドとしてのジオはシボレーに吸収され、販売チャネルは店頭から消えた。
その後いくつかのモデルはシボレー名義で販売が継続されたが、2004年の「トラッカー（日本名：エスクード）」の販売終了とともにジオの系譜は完全に消滅した。